# Акціонер
Акціонер (Shareholder) —
1. Власник частки в акціонерному капіталі корпорації чи взаємного фонду / інвестиційної компанії відкритого типу / фонду взаємного інвестування. У корпораціях разом із правом власності акціонеру надається право одержання дивідендів і право голосу при прийнятті рішень, що впливають на діяльність корпорації, у тому числі при виборі правління директорів.
2. Власник однієї чи більше акцій корпорації.

## Опис
Власнику звичайних акцій надаються чотири основних права власності:
1. право на одержання частки нерозподіленого прибутку пропорційно кількості своїх акцій;
2. пропорційне право голосу при виборі правління директорів і прийнятті інших рішень на зборах акціонерів чи за дорученням;
3. право на одержання дивідендів після того, як вони були зароблені компанією й оголошені правлінням директорів;
4. переважне право підписки на додаткові акції перед тим, як вони будуть запропоновані громадськості, за винятком випадків, передбачених статутом корпорації, чи при особливих обставинах, наприклад, коли акції випускаються для здійснення об'єднання компаній.

## Мажоритарний акціонер
Мажоритарний власник (англ. majority owner) — термін, що стосується корпоративних прав, а також повноважень щодо прийняття управлінських рішень на підприємствах, що мають пайову форму власності (акціонерні товариства).
В українському законодавстві немає чіткого визначення поняття «мажоритарний власник», хоча в методичних рекомендаціях антимонопольного комітету України щодо застосування поняття контролю від першого листопада 2018 року цей термін використовується.
В іноземних джерелах можна знайти таке визначення мажоритарного власника: мажоритарний власник (мажоритарний акціонер) — це фізична або юридична особа, яка володіє контрольним пакетом акцій підприємства, що надає їй можливість керувати цим підприємством. Іншими словами мажоритарним акціонером підприємства є власник контрольного пакету акцій.

### Особливості використання терміна в українському законодавстві
В загальному розумінні мажоритарний власник це фізична або юридична особа, що володіє контрольним пакетом акцій акціонерного товариства. Зазвичай під контрольним пакетом розуміють 50 % акцій + 1 акція. Але в українському законодавстві існує три різних види контрольного пакету акцій:
- домінуючий контрольний пакет акцій — пакет у розмірі 95 і більше відсотків простих акцій акціонерного товариства;
- значний контрольний пакет акцій — пакет у розмірі 75 і більше відсотків простих акцій публічного акціонерного товариства;
- контрольний пакет акцій — пакет у розмірі 50 і більше відсотків простих акцій акціонерного товариства.

Кожен з цих видів контрольного пакету наділяє власника певним ступенем контролю над акціонерним товариством, а також визначає його обов'язки перед підприємством та іншими акціонерами товариства.